# Бамбуковый дятел
Бамбуковый дятел (лат. Gecinulus viridis) —  вид птиц рода бамбуковых дятлов семейства дятловых. Распространены в Юго-Восточной Азии. Естественной средой обитания являются субтропические и тропические влажные низинные и горные леса.

## Описание
Длина тела составляет около 25—26 см, что делает их немного крупнее большого пёстрого дятла. Спина и мантия тёмно-оливковые с жёлтым оттенком. Голова светлее тела. Кроющие перья на надхвостье более тёмные, с красными кончиками. Нижняя часть тела тёмного оливково-коричневого цвета, обычно более бледного на брюхе. Лицо светло-зеленовато-бурое, часто с золотистым оттенком. Подбородок и шея оливково-коричневатые. Верхняя часть хвоста тёмно-коричневая с оливковой каймой, подхвостье коричневое с янтарным оттенком. Большая часть крыльев оливкового цвета, первостепенные и второстепенные маховые перья темнее, с нечёткими полосами охристого цвета. Подкрылье коричневатое со светло-зелёными или серыми полосами и пятнами. Клюв тонкий, желтовато-кремового цвета, серовато-зелёный у основания, более бледный на кончике. Радужная оболочка красноватая. Серо-зелёные ноги с тремя пальцами. Выражен половой диморфизм в отношении окраски. У самцов макушка и затылок красные, часто по бокам шеи видны золотистые пятна. У самок отсутствует красный цвет на голове, макушка зеленовато-жёлтая на макушке, часто охристая на затылке. Молодые особи обоих полов больше похожи на взрослую самку, но более тусклые и тёмные, особенно снизу.

## Вокализация
Голос не слишком громкий. Песня представляет собой серию keep-kee-kee-kee, в ровном темпе с колебаниями как по высоте, так и по громкости. При взаимодействии издаёт также монотонные звуки keep, kyeek или kweek. Крики часто сопровождает «барабанная дробь», которая представляет собой громкое дребезжание, с 1-1,5-секундными промежутками, сначала быстрое, а затем замедляющееся; обычно барабанит на бамбуке.

## Биология
Часто встречается парами или в смешанных стаях. Питается насекомыми, в основном муравьями. Как следует из его названия, он прочно ассоциируется с живым и мертвым бамбуком для добывания пищи и гнездования, редко наблюдается на земле.

## Распространение и места обитания
Распространены от Мьянмы до Малайского полуострова. Обитают в субтропических и тропических влажных низинных и горных лесах на высоте до 1400 м над уровнем моря. Тяготеют к зрелым бамбуковым насаждениям или большим скоплениям бамбука в лиственных лесах, а также встречаются в восстановленных лесах и на плантациях. Осёдлый вид.

## Подвиды
Выделяют два подвида:
- G. v. viridis Blyth, 1862 — центральная и восточная Мьянма и Таиланд
- G. v. robinsoni Kloss, 1918 — Малайский полуостров